# Jazz Orchestra of the Delta
Het Jazz Orchestra of the Delta is een Amerikaans jazz-orkest. De groep werd in 1998 opgericht en wordt geleid door componist/arrangeur en medeoprichter Jack Cooper. De zeventien muzikanten van de concertband komen uit de regio's rond Memphis en Nashville. Het orkest speelt voornamelijk muziek van Jack Cooper.

## Discografie
- Live at Harris Concert Hall, JOD (eigen label), 2000
- Big Band Reflections of Cole Porter, Summit Records, 2003
- Levitt Shell Concert Series, JOD, 2011